# 1118
Високе Середньовіччя •  Золота доба ісламу •  Реконкіста •  Хрестові походи •  Київська Русь

## Геополітична ситуація
Візантію очолив Іоанн II Комнін (до 1143). Генріх V є імператором Священної Римської імперії (до 1125), Людовик VI Товстий — королем Франції (до 1137).
Апеннінський півострів розділений: північ належить Священній Римській імперії, середню частину займає Папська область, південна частина півострова окупована норманами. Деякі міста півночі: Венеція, Піза, Генуя, мають статус міст-республік.
Південь Піренейського півострова захопили Альморавіди. Північну частину півострова займають християнські Кастилія, Леон (Астурія, Галісія), Наварра та Арагон, Барселона. Королем Англії є Генріх I Боклерк (до 1135), королем Данії Нільс I (до 1134).
У Київській Русі княжить Володимир Мономах (до 1125). У Польщі княжить Болеслав III Кривоустий (до 1138). На чолі королівства Угорщина стоїть Іштван II (до 1131).
На Близькому сході існують держави хрестоносців: Єрусалимське королівство, Антіохійське князівство, Едеське графство, графство Триполі. Сельджуки окупували Персію та Малу Азію, в Єгипті владу утримують Фатіміди, у Магрибі панують Альморавіди, у Середній Азії правлять Караханіди, Газневіди втримують частину Індії. У Китаї співіснують держава ханців, де править династія Сун, держава кидані Ляо, держава чжурчженів, де править династія Цзінь, та держава тангутів Західна Ся. На півдні Індії домінує Чола. В Японії триває період Хей'ан.

## Події
- Володимир Мономах посадив у Волині свого сина Романа Володимировича.
- Укладення за дорученням сина Володимира Мономаха, князя Мстислава Володимировича так званої третьої редакщї «Повісті временних літ»
- Імператором Візантії став Іоанн II Комнін.
- Розпочався понтифікат Геласія II. Новий Папа змушений утікати з Риму від імператора Священної Римської імперії Генріха V. Імператор скасував вибори папи і влаштував вибори свого понтифіка, який увійшов в історію як антипапа Григорій VIII.
- Християни витіснили Альморавідів із долини річки Ебро. Папа Римський Геласій II надав наступу християн статус хрестового походу. Захоплено, зокрема, Сарагосу і Таррагону.
- Королем Єрусалиму став Балдуїн II. Графом Едеси став Жослен де Куртене.
- Королем Швеції став Інге II Молодший.
- Грузинський цар  Давид IV Будівник поселив у Грузії десятки тисяч кипчаків.